# Coxelus yeti
Coxelus yeti – gatunek chrząszcza z rodziny Zopheridae i podrodziny zagwozdnikowatych.
Gatunek ten został opisany w 1985 roku przez Stanisława Adama Ślipińskiego.
Chrząszcz o krótko-owalnym ciele długości od 2,9 do 3,1 mm i ubarwieniu od brązowego do prawie czarnego, gęsto porośnięty krótkimi, łuskowatymi szczecinkami barwy żółtawobrązowej. Jego głowa ma granulowaną i oszczecinioną powierzchnię. Jedenastoczłonowe czułki zakończone są dwuczłonowymi buławkami. Poprzeczne, najszersze pośrodku przedplecze miało rozwarte kąty przednie, łukowato zaokrąglone i drobno ząbkowane brzegi boczne, zaokrąglone kąty tylne i łukowaty brzeg tylny. Pośrodku przedplecza powierzchnia jest podłużnie wgłębiona. Podługowato-owalne, najszersze przed środkiem pokrywy mają guzki na międzyrzędach trzecim, piątym i siódmym. 
Owad endemiczny dla Nepalu, znany z wysokości 1500 i 2200 m n.p.m.